# Sarsameira boecki
Sarsameira boecki är en kräftdjursart som först beskrevs av Lang 1948.  Sarsameira boecki ingår i släktet Sarsameira och familjen Ameiridae. Inga underarter finns listade i Catalogue of Life.